# Réginald Storms
Réginald Storms (13 settembre 1880 – Bruxelles, 24 febbraio 1948) è stato un tiratore a segno belga.

## Palmarès
- Argento a Londra 1908 nella pistola individuale.
- Argento a Londra 1908 nella pistola a squadre.